# Adolf Pinner
Adolf Pinner (Wronki, 31 augustus 1842 - Berlijn, 21 mei 1909) was een Joods-Duits chemicus. 
Pinner promoveerde in 1867 aan de universiteit van Berlijn en bleef werkzaam aan dezelfde universiteit waar hij in 1874 hoogleraar werd. Samen met Richard Wolffenstein bepaalde hij de structuurformule van nicotine (pyridyl-N-methylpyrrolidine). 
Tevens zijn een aantal naamreacties met zijn naam verbonden. Hiervan is de bekendste de zogenaamde Pinner-reactie, de reactie van een nitril met een alcohol met behulp van een zure katalysator. Andere voorbeelden zijn de Pinner-amidine-synthese, Pinner-ortho-ester-synthese en de Pinner-triazine-synthese. Pinner was lang secretaris van de Deutsche Chemische Gesellschaft.